# Retskredse i Grønland
Grønland er inddelt retskredse. De fire kredsretter Kujalleq Kredsret, Sermersooq Kredsret, Qeqqata Kredsret og Qaasuitsup Kredsret, dækker de samme områder som kommunerne. Ved siden af kredsretsinddelingen findes Retten i Grønland, oprettet ved retsretformen i 2010, der dækker hele Grønland.

## Grønlandfra 2013
Fra 2013 blev de daværende 18 retskredse sammenlagt til 4 større retskredse. Retskredssammenlægningen fulgte kommunesammenlægningen i 2009. Alle kredsretterne har afdelingskontorer i forskellige byer og bygder.
| Retskredse i Grønland pr. 2013 | Retskredse i Grønland pr. 2013 | Retskredse i Grønland pr. 2013 | Retskredse i Grønland pr. 2013                                 | Retskredse i Grønland pr. 2013                                         | Retskredse i Grønland pr. 2013    |
| Nr.                            | Navn                           | Hovedtingsted                  | Afdelingskontor                                                | Kommuner                                                               | Landsretskreds                    |
| ------------------------------ | ------------------------------ | ------------------------------ | -------------------------------------------------------------- | ---------------------------------------------------------------------- | --------------------------------- |
| 1                              | Retten i Grønland              | Nuuk                           | -                                                              | Kujalleq Kommune Sermersooq Kommune Qaasuitsup Kommune Qeqqata Kommune | Grønlands Landsret Tingsted: Nuuk |
| 2                              | Kujalleq Kredsret              | Qaqortoq                       | Nanortalik Narsaq                                              | Kujalleq Kommune                                                       | Grønlands Landsret Tingsted: Nuuk |
| 3                              | Sermersooq Kredsret            | Nuuk                           | Ittoqqortoormiit Paamiut Tasiilaq                              | Sermersooq Kommune                                                     | Grønlands Landsret Tingsted: Nuuk |
| 4                              | Qeqqata Kredsret               | Sisimiut                       | Maniitsoq                                                      | Qeqqata Kommune                                                        | Grønlands Landsret Tingsted: Nuuk |
| 5                              | Qaasuitsup Kredsret            | Ilulissat                      | Qasigiannguit Qeqertarsuaq Uummannaq Upernavik Qaanaaq Aasiaat | Qaasuitsup Kommune                                                     | Grønlands Landsret Tingsted: Nuuk |